# Klangkomposition
Unter Klangkomposition versteht man im engeren Sinne die kompositorische Gestaltung der Struktur von Klängen und Tongemischen mit elektronischen Mitteln. Im weiteren Sinne werden darunter auch verschiedene Formen der Klangflächenkomposition verstanden, die mit konventionellen Instrumenten arbeiten. Als bekannteste Vertreter der Klangkomposition gelten Karlheinz Stockhausen, György Ligeti, Friedrich Cerha und Krzysztof Penderecki.
Klangkompositionen standen anfangs in engem Bezug zur Seriellen Musik, von der sie sich später jedoch auch aleatorisch bzw. postseriell lösten.